# Marri
I Marri sono una popolazione di lingua beluci che abitano la vasta regione area a nordest del Belucistan. L'area dei Marri è circondata dalle pianure di Sibi. A Nord confinano coi Kakar e coi Loni del Pashtun; ad est con le terre dei Khetran, di lingua indo-ariana, e coi Khetrani; a sud con la tribù dei Bugti.
Tradizionalmente, il popolo Marri come molte altre tribù beluci sono nomadi e si dedicano all'allevamento. Attualmente i Marri sono uno dei pochi gruppi etnici modernizzati ad aver mantenuto comunque una loro identità culturale distinta.

## Storia e folklore
Le prime tracce storiche dei Marri si fanno risalire a Mir Chakar Khan, l'eroe della tradizione protagonista di molti romanzi di lingua beluci e capo della tribù dei Rind. Dopo una serie di lotte con i Lasharie e dopo essere stato cacciato da Sibi dagli Arghun, Mir Chakar took si rifugiò nell'attuale territorio dei Marri nei pressi del fiume Manjara.
Poco dopo i raids, il grosso dei Rind migrò ad est del fiume Indo. Ad ogni modo, una piccola parte dei Puzh Rind si staccò da Mir Chakar ed elesse a propria residenza le colline di Sewistan. Il capo di questa sezione era Bijar Khan, accompagnato da Ali Khan, Mando Khan e Kalu Khan, un fabbro e un giardiniere chiamato Kangra, e da un uomo di colore di nome Shaheja. Questi fondarono la tribù dei Marri che si consolidò nel XVI secolo.
Tra il 1840 ed il 1917, i Marri combatterono tre guerre contro i coloni inglesi nel tentativo di rendersi indipendenti dall'India britannica, vincendo il primo scontro ma venendo sconfitti nelle altre due guerre. Nell'ultimo conflitto, inoltre, i Marri vennero costretti a prestare servizio nell'esercito britannico nell'ambito della prima guerra mondiale malgrado le resistenze locali.

## Gruppi costituenti
La tribù dei Marri era composta da diverse sottotribù:
- Ghaznni (a sua volta composta dai Thingiani, Badani, Mandani, Chhalgari, Zhing, Langani, Aliani, Mazarani, Nozbandgani, Lori Kush, Bahwalanzai, Murgiani, Isfani e Jarwar)
- Bijarani (a sua volta composta dai Pawadi, Kungrani, Shaheja, Kalwani, Kalandrani, Salarani, Somrani, Pirdadani e Ramkani)
- Loharani (a sua volta composta dai Mohamadani, Sherani e da gruppi eponimi dei Loharani)